# Cis parallelus
Cis parallelus es una especie de coleóptero de la familia Ciidae.

## Distribución geográfica
Habita en Seychelles, Comoras, Kenia y Madagascar.